# リアル脱出ゲームTV
『リアル脱出ゲームTV』（リアルだっしゅつゲームティーヴィー）は、TBS系列で放送されていたテレビドラマ・クイズ番組。2013年1月から不定期の特別番組として放送されていた。また、2014年4月から6月まで連続ドラマとして放送された。
なお、本項ではソニーモバイルコミュニケーションズのスマートフォン「Xperia」および日産自動車とのコラボレーション企画・イベントについても記述する。

## 概要
「リアル脱出ゲーム」のイベントを企画しているSCRAPが制作に参加している。ドラマでの謎や暗号の出題と同時に、特設サイトにて視聴者が謎解きに参加できる形式になっている。
第1弾
2013年1月1日の深夜に放送された第1弾は番組内参加者が約67万人、最終正解者は応募総数約31万人中、5711人（正解率1.8%）。
第2弾
同年4月5日の深夜には、第2弾『リアル脱出ゲームTV 〜The Chase〜』が放送され、番組内参加者は約76万人、最終正解者は応募総数約24万人中、247人（正解率0.1%）。
第3弾
同年8月14日にはゴールデンタイムの全国ネットにて、第3弾『リアル脱出ゲームTV 〜Sky High〜』が放送。バカリズムによる進行パートのみ生放送された。放送前日の13日には、赤坂サカスで「決起集会」と称した事前イベントと東京・渋谷でのプロモーションが行われた。また、最も早く正解した参加者には、賞品として日産自動車のスポーツカー「ジュークNISMO」が贈られたが、高額賞品にもかかわらず勝者発表の直前まで一切告知しないという異例の演出がなされた。正解率は1.97%だった。
第4弾
2014年1月3日にはゴールデンタイムの全国ネットにて、第4弾『リアル脱出ゲームTV 〜Xgame〜』が放送された。番組参加者は約100万人で、うち正解者は約10万人（正解率9.9%）となった。ただし、サーバーが混雑して「問題が表示されない」といったトラブルも発生した。
第4弾は日産自動車とのコラボレーションも行われ、同社のウェブサイトで「NISSAN×リアル脱出ゲームTV The SECRET KEY」というスペシャルサイトを展開している。
Xperia コラボ
その他、スマートフォン「Xperia」とのコラボ企画が行われ、コラボ第1弾は「人工衛星爆弾ヲ解除セヨ」として2013年7月2日から7月4日の未明に3夜連続で謎解きCMを放映された。
コラボ第2弾は「東京爆弾包囲網からの脱出」として同年7月13日から9月1日まで「夏サカス2013 笑顔の扉 デリシャカス〜番組グルメでおもてなし〜」で体感イベントが開催された。また、2014年1月1日および1月2日に「謎男からの犯行予告」として謎解きCMが放映された。
連続ドラマ
2014年4月24日から6月26日まで毎週木曜日に全10回の連続ドラマ形式でレギュラー放送された。また、日産自動車とのコラボ企画として、捜査官に採用された1名に「捜査車両」という名目で日産の乗用車「ノート」がプレゼントされ、実際に連続ドラマの最終話に出演することができる「NISSAN×リアル脱出ゲームTV 史上最難関の採用試験 THE TEST」が行われた。
内容は第1次試験「適性審査（心理テストで規定数値以上の人物が合格）」 → 第2次試験「難関筆記試験（様々な難問16問がランダムに10問出題される4択クイズ。全問正解で合格）」 → 第3次試験「謎解き（全5問の謎解き問題。すべての問題を最初に解いた人物が採用）」となっていた。
その結果、東京大学大学院生が合格者となり、新人の暗号解読班員役として最終話本編と番組内で放送されたコラボCMの第8話から最終話までに出演した。なお、試験不合格者も「Wチャンス」で抽選で1名に日産ノート、500名に特製QUOカードが当たる。
バカリズム・木南・津田の3人はその後、2015年4月18日に土曜プレミアム内にて放送されたドラマ「容疑者は8人の人気芸人」で（他局ではあるものの）再び共演を果たしている。

### 受賞・評価
日経BP社が主催する、ソーシャルメディアとの連携で先進的な取り組みをしたテレビ番組を表彰する「ソーシャル・テレビ・アワード2013」で特別賞を受賞した。
2014年度国際エミー賞デジタルプログラム部門の最終ノミネート作品に選出された。

## 放送時間
- 第1弾：2013年1月1日（元日） 23:59 - 翌0:59（60分）
- 第2弾：2013年4月6日 0:20 - 1:20 (60分)
- Xperiaとのコラボ企画CM：2013年7月2日 - 7月4日、各日とも0:00 - 0:45頃（1分30秒）[8]
- 第3弾：2013年8月14日 21:25 - 22:40（75分）
- Xperiaとのコラボ企画CM：2014年1月1日15時53分、1月2日14時58分30秒（1分）
- 第4弾：2014年1月3日 21:30 - 22:48（78分）
- 連続ドラマ：2014年4月24日から6月26日まで、「テッペン!」の木曜番組として放送。毎週木曜日23:53 - 翌0:38（45分）[注 6]

## ストーリー

### 第1弾
2013年1月1日深夜の東京。複数の巨大ビジョンが謎の男に突如ジャックされる。男は「都内のある場所に爆弾を仕掛けた。1時間後に東京がふっ飛ぶ」と宣言。これを受け警視庁SAT隊長の真藤（津田寛治）と新米警官の香山（木南晴夏）は爆発を阻止すべく謎を解いていく。

### 第2弾 「the Chase」
2013年4月5日。前回の東京爆破予告から街を救った管理官真藤が家族と共に久しぶりの休日を楽しんでいると、またしても街にある複数の巨大ビジョンを謎男がジャックし、再び街のどこかに「爆弾を仕掛けた」という犯行声明をする。これを受けた真藤不在の警視庁では、暗号解読班のリーダーに昇進した香山率いる特別チームが編成され、事件の解決に挑む。

### Xperiaとのコラボ企画
- 第1弾：謎男が人工衛星をハッキング。人工衛星を落とされてしまう前に謎を解き明かせ。
- 第2弾：謎男から「謎を解かなければ東京は爆弾で火の海になる」という挑戦状がテロ対策本部に届いた。謎を解き明かして東京を救え。

### 第3弾 「Sky High」
2013年8月14日。飛行船が謎男にハイジャックされた。これを受けた警視庁は香山、真藤に代わり新しく管理官に就任した巻上、国際テロの暗号解読班リーダー・大月らを中心としたチームを編成し、爆発阻止に挑む。

### 第4弾 「X game」
2014年1月3日。これまでに数々の無差別爆弾テロ事件を巻き起こした謎男からまたも犯行予告が届く。警視庁テロ対策本部は管理官の横町、暗号解読班長・香山、爆弾処理班・藪木を中心とした特別編成で事態に備え、謎男の陰謀を阻止しようとするが…。

## 出演者

### レギュラー
謎男 - バカリズム
真っ白なスーツと顔の右半分を覆う不気味な白い仮面が特徴の謎の覆面テロリスト。毎回「自分と遊んでもらいたい」という理由で街頭ビジョンをジャック。挨拶代わりの爆破を行い威力を見せ付けた後、爆破予告と共に爆弾を解除するための問題を提示する。普段は自分のアジトで状況を楽しんでいるが、時には変装を解いて現場に直接足を運ぶこともある。
警察をからかうような言動こそするものの、あくまで「遊ぶ」ことを目的としているために無益な殺生やルール変更などは行わないフェアな一面も持ち、「ルール違反」に対しては「ズルはダメ」と毅然とした態度を取る。必死に自分の出した謎を解こうと奮闘する警視庁テロ対策本部の面々を「ヘッポコだけど大切な遊び相手」と称し、連続ドラマにおいてテロ対策本部が占拠された際には不快感を示し、自らテロ対策本部へと乗り込んだ。
真藤 - 津田寛治
警視庁SAT隊長。管理官。仕事熱心で市民の命を守るためなら家族と過ごす時間をも犠牲にする警察官の鑑。指揮官として冷静な判断も出来る一方、暗号などの謎解きは苦手な面も持つ。仲間を強く信頼しているが、熱くなるあまりとんでもない一言を発したり、突飛な行動をすることも。第3弾は未登場だが、第4弾においてCTUロサンゼルス支局に単身赴任していたところ香山からの要請を受け、警視庁テロ対策本部に舞い戻った。
連続ドラマでは本部での指揮は巻上に一任し主に現場で藪木たちの指揮にあたっていたが、ペドロ・シルバの誤認逮捕の責任を取らされ停職3か月の処分が下されるが、香山から連絡を受けて現場に合流し、捜査に加わるも停職中の身のため部外者扱いされてしまうこともある。イーストウルフの内通者であった柏木が用済みとして鴉らにより殺害されるのを阻止した後、テロ対策本部の指揮官に復帰した。
香山 - 木南晴夏
警視庁警備部所属の警官。第2弾以降は暗号解読班のリーダーを務める。一癖も二癖もある警察の面々に翻弄されながらも謎男から出される謎に果敢に挑んでいく。
連続ドラマでは暴走する轟を止めるべく謎男に協力を要請しようと真藤たちに提案するも却下されたことから自らの判断で謎男に会うことを決意し、自身が用意した謎解きを電波ジャックで発信し、謎男にメッセージを送る。
藪木 - 高橋努
警視庁警備部所属。熱血直情派で真藤とは衝突することも。香山に好意を持つ。
連続ドラマでは香山の判断を信じ、単独で爆弾のプレゼント場所へ向かうもそこに現れたアゲハに銃で撃たれ殉職する。

### ゲスト

#### 第1弾
蟋蟀 - 斉木しげる
公安部の地下に幽閉されている謎の老人。かつてテロ組織のリーダーだったが、現在は死刑囚。暗号解読のスペシャリストとして糸口を探るため香山と接触する。捜査への協力条件として食事を要求するなど変わった一面も持つが、一目見ただけでこれまでの経緯を言い当てるなどその能力は計り知れない。

#### 第2弾
ジーさん - ミッキー・カーチス
真藤に度々アドバイスをするホームレスの老人。常に飄々としており、勝手に真藤に協力するが、心の奥に秘めた正義感は強い。由来は「ジーザス（救世主）」から取られているらしい。
真藤やよい - 村井美樹
真藤の妻。久しぶりの休日にも関わらず仕事を優先する真藤を心配するも、市民の命を守ろうと奮闘する夫の奮闘を見て見直す。
真藤じゅん、真藤みな - 小西風優、小西舞優
真藤の娘。

#### 第3弾
大月 - 福士誠治
警視庁国際テロ暗号解読班のリーダー。プライドが非常に高く、開発した暗号解読システムに全幅の信頼を寄せている。香山率いる解読班や一般市民から寄せられた解読報告を蔑ろにしたり、解読が無理だと分かると多数の犠牲者が出てもやむを得ないと早々に諦める粘り弱さがある。
セヤナ - 池田鉄洋
出された暗号をSkypeを用いて友人と共に一緒に解読しようと試みる一般市民。
遠藤 - 浅利陽介
宮城スタジアムの宿直警備員。警視庁に促され半信半疑のまま捜索し、遠隔解除装置を発見する。一時はその大役に押しつぶされ解除コードの入力を拒否するも、全国の人々が応援してくれていることに気づき解除に向かう。
巻上 - デビット伊東
真藤に代わり新しく管理官に就任する。思ったことをそのまま口にしてしまったり、手が出てしまうなどやや熱くなりやすい性格。
連続ドラマ版にも登場。前述の性格ゆえか似た者同士の真藤とはたびたび口論を繰り返すが、追い込まれ気味の香山を激励したり停職中の身ながら薮木の敵討ちにいきり立つ真藤をサポートするなど仲間たちに強い信頼を見せる面も見せる。バツイチで18歳の娘がいる。

#### 第4弾
横町 - 片瀬那奈
警視庁テロ対策本部の管理官。
ベッカム向井
演 - 野間口徹
民間から招集された暗号解読のスペシャリスト。連続ドラマ最終話にも、タクシー運転手として登場している。

## スタッフ
- 制作 - SCRAP、TBS
- 謎制作 - 加藤隆生、吉村沙織（SCRAP）
- 総脚本 - マギー
- ナレーター - 桐谷蝶々、石井大裕（第3弾）
- 構成 - 堀田延、矢野了平（第2弾から）、岡野ぴんこ
- 撮影 - 藤本信成、鈴木靖之
- 照明 - 諸岡亮、金子拓矢
- 録音 - 中村雅光、関川力央
- VE - 市原敬司
- 助監督 - 大内舞子、渡部篤史
- 美術プロデュース - 小林民雄
- 美術制作 - 一条学
- 装飾 - 栗本誠治
- メイク - 遠藤美香子
- 衣装 - 早船光則
- 持道具 - 福井沙羅
- 撮影助手 - 岡野貴弘、生野美智信
- CA - 早川裕樹、長岡健太、細田惇
- 照明助手 - 冨島和宏、高橋裕美、白石雄二
- 録音助手 - 逢田雄大、福部博国
- 技術デスク - 飯田次郎
- 編集・EED - 和田多加
- 編集アシスタント - 岩谷洋平
- MA - 河野弘貴
- 選曲効果 - 武田拓也、樋口謙
- MAアシスタント - 児玉邦宏
- CG合成 - 堀尾和徳（マリンポスト）
- 警察監修 - 伊藤鋼一
- 編成 - 渡辺真二郎、渡辺信也
- 宣伝 - 川鍋昌彦
- TM - 荒木健一
- TD - 山田賢司
- VE - 奥村秀樹
- 音声 - 渡辺学
- AD - 佐藤祥
- TK - 岸田純子
- CG - 小室泰樹、伊藤由佳（コーラルレッド）
- デジタルコンテンツ - 西岡恒平
- テロップ - 安田英史、奥田光隆
- データ放送 - 清水麻里、渡辺一充、黒須威之
- プロデューサー - 海本泰、渡辺良介（大映テレビ）、中島啓介
- 総合演出 - 乾雅人（フォルコム）
- 監督 - 英勉（第1・3弾）、日暮謙（第2弾）
- 製作著作 - TBS

## ネット局

### 第1弾
- JNN系列全28社中10社が放送した。

| 放送対象地域 | 放送局               | 系列    | 放送日時                    | 遅れ日数   |
| ------------ | -------------------- | ------- | --------------------------- | ---------- |
| 関東広域圏   | TBSテレビ（TBS)      | TBS系列 | 2013年1月1日 23:59 - 翌0:59 | 制作局     |
| 北海道       | 北海道放送 (HBC)     | TBS系列 | 2013年1月1日 23:59 - 翌0:59 | 同時ネット |
| 山形県       | テレビユー山形 (TUY) | TBS系列 | 2013年1月1日 23:59 - 翌0:59 | 同時ネット |
| 福島県       | テレビユー福島 (TUF) | TBS系列 | 2013年1月1日 23:59 - 翌0:59 | 同時ネット |
| 長野県       | 信越放送 (SBC)       | TBS系列 | 2013年1月1日 23:59 - 翌0:59 | 同時ネット |
| 静岡県       | 静岡放送 (SBS)       | TBS系列 | 2013年1月1日 23:59 - 翌0:59 | 同時ネット |
| 石川県       | 北陸放送 (MRO)       | TBS系列 | 2013年1月1日 23:59 - 翌0:59 | 同時ネット |
| 中京広域圏   | 中部日本放送 (CBC)   | TBS系列 | 2013年1月1日 23:59 - 翌0:59 | 同時ネット |
| 岡高地区     | 山陽放送 (RSK)       | TBS系列 | 2013年1月1日 23:59 - 翌0:59 | 同時ネット |
| 山口県       | テレビ山口 (TYS)     | TBS系列 | 2013年1月1日 23:59 - 翌0:59 | 同時ネット |

### 第2弾
- JNN系列全28社中11社が放送した。

| 放送対象地域 | 放送局               | 系列    | 放送日時                 | 遅れ日数   |
| ------------ | -------------------- | ------- | ------------------------ | ---------- |
| 関東広域圏   | TBSテレビ (TBS)      | TBS系列 | 2013年4月6日 0:20 - 1:20 | 制作局     |
| 北海道       | 北海道放送 (HBC)     | TBS系列 | 2013年4月6日 0:20 - 1:20 | 同時ネット |
| 岩手県       | IBC岩手放送 (IBC)    | TBS系列 | 2013年4月6日 0:20 - 1:20 | 同時ネット |
| 山形県       | テレビユー山形 (TUY) | TBS系列 | 2013年4月6日 0:20 - 1:20 | 同時ネット |
| 長野県       | 信越放送 (SBC)       | TBS系列 | 2013年4月6日 0:20 - 1:20 | 同時ネット |
| 静岡県       | 静岡放送 (SBS)       | TBS系列 | 2013年4月6日 0:20 - 1:20 | 同時ネット |
| 石川県       | 北陸放送 (MRO)       | TBS系列 | 2013年4月6日 0:20 - 1:20 | 同時ネット |
| 中京広域圏   | 中部日本放送 (CBC)   | TBS系列 | 2013年4月6日 0:20 - 1:20 | 同時ネット |
| 広島県       | 中国放送 (RCC)       | TBS系列 | 2013年4月6日 0:20 - 1:20 | 同時ネット |
| 山口県       | テレビ山口 (TYS)     | TBS系列 | 2013年4月6日 0:20 - 1:20 | 同時ネット |
| 鹿児島県     | 南日本放送 (MBC)     | TBS系列 | 2013年4月6日 0:20 - 1:20 | 同時ネット |

### 第3弾・第4弾
- JNN系列28社全国ネット。

| 放送対象地域   | 放送局                   | 系列    | 放送日時                                               | 遅れ日数   |
| -------------- | ------------------------ | ------- | ------------------------------------------------------ | ---------- |
| 関東広域圏     | TBSテレビ (TBS)          | TBS系列 | 2013年8月14日 21:25 - 22:40 2014年1月3日 21:30 - 22:48 | 制作局     |
| 北海道         | 北海道放送 (HBC)         | TBS系列 | 2013年8月14日 21:25 - 22:40 2014年1月3日 21:30 - 22:48 | 同時ネット |
| 青森県         | 青森テレビ (ATV)         | TBS系列 | 2013年8月14日 21:25 - 22:40 2014年1月3日 21:30 - 22:48 | 同時ネット |
| 岩手県         | IBC岩手放送 (IBC)        | TBS系列 | 2013年8月14日 21:25 - 22:40 2014年1月3日 21:30 - 22:48 | 同時ネット |
| 宮城県         | 東北放送 (TBC)           | TBS系列 | 2013年8月14日 21:25 - 22:40 2014年1月3日 21:30 - 22:48 | 同時ネット |
| 山形県         | テレビユー山形 (TUY)     | TBS系列 | 2013年8月14日 21:25 - 22:40 2014年1月3日 21:30 - 22:48 | 同時ネット |
| 福島県         | テレビユー福島 (TUF)     | TBS系列 | 2013年8月14日 21:25 - 22:40 2014年1月3日 21:30 - 22:48 | 同時ネット |
| 山梨県         | テレビ山梨 (UTY)         | TBS系列 | 2013年8月14日 21:25 - 22:40 2014年1月3日 21:30 - 22:48 | 同時ネット |
| 新潟県         | 新潟放送 (BSN)           | TBS系列 | 2013年8月14日 21:25 - 22:40 2014年1月3日 21:30 - 22:48 | 同時ネット |
| 長野県         | 信越放送 (SBC)           | TBS系列 | 2013年8月14日 21:25 - 22:40 2014年1月3日 21:30 - 22:48 | 同時ネット |
| 静岡県         | 静岡放送 (SBS)           | TBS系列 | 2013年8月14日 21:25 - 22:40 2014年1月3日 21:30 - 22:48 | 同時ネット |
| 富山県         | チューリップテレビ (TUT) | TBS系列 | 2013年8月14日 21:25 - 22:40 2014年1月3日 21:30 - 22:48 | 同時ネット |
| 石川県         | 北陸放送 (MRO)           | TBS系列 | 2013年8月14日 21:25 - 22:40 2014年1月3日 21:30 - 22:48 | 同時ネット |
| 中京広域圏     | 中部日本放送 (CBC)       | TBS系列 | 2013年8月14日 21:25 - 22:40 2014年1月3日 21:30 - 22:48 | 同時ネット |
| 近畿広域圏     | 毎日放送 (MBS)           | TBS系列 | 2013年8月14日 21:25 - 22:40 2014年1月3日 21:30 - 22:48 | 同時ネット |
| 鳥取県・島根県 | 山陰放送 (BSS)           | TBS系列 | 2013年8月14日 21:25 - 22:40 2014年1月3日 21:30 - 22:48 | 同時ネット |
| 岡山県・香川県 | 山陽放送 (RSK)           | TBS系列 | 2013年8月14日 21:25 - 22:40 2014年1月3日 21:30 - 22:48 | 同時ネット |
| 広島県         | 中国放送 (RCC)           | TBS系列 | 2013年8月14日 21:25 - 22:40 2014年1月3日 21:30 - 22:48 | 同時ネット |
| 山口県         | テレビ山口 (TYS)         | TBS系列 | 2013年8月14日 21:25 - 22:40 2014年1月3日 21:30 - 22:48 | 同時ネット |
| 愛媛県         | あいテレビ (itv)         | TBS系列 | 2013年8月14日 21:25 - 22:40 2014年1月3日 21:30 - 22:48 | 同時ネット |
| 高知県         | テレビ高知 (KUTV)        | TBS系列 | 2013年8月14日 21:25 - 22:40 2014年1月3日 21:30 - 22:48 | 同時ネット |
| 福岡県         | RKB毎日放送 (RKB)        | TBS系列 | 2013年8月14日 21:25 - 22:40 2014年1月3日 21:30 - 22:48 | 同時ネット |
| 長崎県         | 長崎放送 (NBC)           | TBS系列 | 2013年8月14日 21:25 - 22:40 2014年1月3日 21:30 - 22:48 | 同時ネット |
| 熊本県         | 熊本放送 (RKK)           | TBS系列 | 2013年8月14日 21:25 - 22:40 2014年1月3日 21:30 - 22:48 | 同時ネット |
| 大分県         | 大分放送 (OBS)           | TBS系列 | 2013年8月14日 21:25 - 22:40 2014年1月3日 21:30 - 22:48 | 同時ネット |
| 宮崎県         | 宮崎放送 (MRT)           | TBS系列 | 2013年8月14日 21:25 - 22:40 2014年1月3日 21:30 - 22:48 | 同時ネット |
| 鹿児島県       | 南日本放送 (MBC)         | TBS系列 | 2013年8月14日 21:25 - 22:40 2014年1月3日 21:30 - 22:48 | 同時ネット |
| 沖縄県         | 琉球放送 (RBC)           | TBS系列 | 2013年8月14日 21:25 - 22:40 2014年1月3日 21:30 - 22:48 | 同時ネット |

## 連続ドラマ リアル脱出ゲームTV
『リアル脱出ゲームTV』（リアルだっしゅつゲームティーヴィー）は、2014年4月24日より6月26日まで毎週木曜日23:53 - 翌0:38に、TBS系列の「テッペン!」木曜枠で放送されていた日本のテレビドラマ・クイズ番組。主演はバカリズム。
第1話から第9話は、特別番組と同じく視聴者の成績に関わらずドラマ自体は進行していたが、最終話では視聴者の成績によってドラマの内容が変わるシステムで開催された。出題についても、第9話までは途中参加でも制限時間内に全問題を正解すれば成功であったが、最終話は第1問出題前の所定時間までにエントリーしなければならなかった（途中参加一切不可）。1問3分の問題に挑戦し続け、正解した人のみ次の問題に進むことができる（第1回・第2回と同様のシステム）。
1人でも3問すべてに正解し完全脱出を果たし、最後まで生き残ることができればドラマは最後まで放送されるが、正解者がいなくなった場合はその時点でドラマは中止となり、右下にドラマ映像のワイプが表示された状態でバカリズムがトークでつなぐことになっていた（ドラマでも轟が同様に特設サイトで視聴者に問題を出題し、正解者がいなくなった場合はテロ対策本部で対決する轟と謎男が自爆するという設定）。このルールのため、バカリズムによる進行と、ドラマ内で情報分析官の木元が特設サイトを見ながら正解者数を叫ぶ部分のみ生放送された。結果は87,417人中2,730人が完全脱出成功となり、無事にドラマは最後まで放送された。

### あらすじ
2014年4月、またしても電波ジャックを行い新たなゲームの開始を宣言する謎男。偶然現場に居合わせた香山や警視庁テロ対策本部で勤務中の真藤らは謎を解こうとするが、謎男の予想外の動きに翻弄される。辛くも今回も謎男の謎を解くも数日後、動画サイトに新たな謎が出されるが香山は今回の謎に違和感を覚える。
そんな中、誤認逮捕の責任を取って休職中の身ながらも捜査に加わった真藤から、今回の事件の裏に国際エコテロリスト「イーストウルフ」が関与しているという情報が送られる。謎男、捜査本部、そしてイーストウルフ。3つの思惑がまじりあったことで、この事件はこれまで以上の大事件へと発展していく。

### 前作からのキャスト
前作から引き続き登場する人物については共通する主要登場人物の項を参照。
- 謎男 - バカリズム
- 香山 - 木南晴夏
- 藪木 - 高橋努
- 巻上 - デビット伊東
- 真藤 - 津田寛治

### 連続ドラマからのキャスト

#### 警視庁テロ対策本部
柏木
演 - 岡田義徳
警察庁外事情報部国際テロ対策課理事官。突如現れ捜査本部の指揮を執り始める。冷徹で独断的な振る舞いをし、真藤や巻上らテロ対策本部の人間から良い感情を持たれていない。
実はイーストウルフに家族を人質に取られており、警察の情報を敵方に内通し、謎男が持つ爆弾の奪還や警視庁に保管されている爆弾を入手するために利用される。爆弾奪還後に用済みとして鴉らに殺されるところを真藤により救われ、今後の本部の指揮を真藤に託す。その後家族も無事に救出され、警察庁を辞職することを決意するが最後の仕事として轟の暴走を止めるべく捜査に加わる。
轟
演 - やついいちろう
柏木が連れてきた警察庁外事技術調査室暗号解読担当者。常にふざけた態度をとるが、その態度から謎解決の糸口を得たり謎を解いたりすることもある。アゲハに捕らわれた際に重要参考人であるドックを誤って射殺してしまう。
しかし、その正体は警察内におけるイーストウルフの真の内通者で、鴉たちが仕掛けた爆弾を奪った後に鴉の前に現れ、彼を射殺した。その後爆弾ピエロを名乗りテレビ局に乱入し、奪った爆弾を脅しに使い自由気ままに動き回った後、捜査本部に現れ謎男との対決を要求し、自身が考えた謎を視聴者に解かせ、途中で全滅した場合に謎男と共に自爆する「チェーンデスマッチ」を展開するが、視聴者が最後まで生き残ってしまい計画は失敗に終わり、SATに逮捕された。ちなみに、コンピュータープログラムにもかなり精通しており、衛星ミサイルの停止の妨害をしたのも、彼自身である。
木元
演 - 吉井宇希
情報分析官。携帯電話や本部のパソコンを使用し、香山の単独行動を陰ながらサポートするなど、彼女の理解者でもある。
毛塚
演 - 倉沢学（ツィンテル）
暗号解読班に所属している香山の直属の部下。広瀬とコンビを組む。真面目ではあるが、謎解きに関して突飛な発想をする事も。
広瀬
演 - 勢登健雄（ツィンテル）
暗号解読班に所属している香山の直属の部下。毛塚とコンビを組む。内通者の存在を勘繰るなど、洞察力に優れている。
橋爪
演 - 松澤一之
警務部人事第一課。不足している人材を確保するため、「史上最難関の採用試験 THE TEST」を行う。真藤に加え香山からも人材不足に関する苦情を受けている苦労人。

#### 国際テロ組織「イーストウルフ」
アジアを拠点とするエコテロリスト集団。「環境保護を騙り環境に害をなすもの」に容赦ない攻撃を仕掛ける。過去にはタイの農薬散布業者の大量暗殺、中国・大連の化学工場襲撃など様々なテロ行為を行ってきた。次のターゲットを外資系製薬会社「オーセンティックファーマシー」に定め、謎男から奪った爆弾で事件を起こそうとするも内通者だったはずの轟の突然の裏切りで鴉が死に実行部隊は全滅する。
鴉
演 - 榊英雄
実行部隊のリーダー格。目的のためなら、テロ組織の一員をも見捨てる卑劣な性格である。オーセンティックファーマシーに仕掛けた爆弾を内通者であったはずの轟に奪われた直後に用無しとして銃殺され、狼の被り物をかぶせられた死体は真藤に発見される。
アゲハ
演 - 高橋メアリージュン
入江とすれ違った女性。実はテロ組織の一員で入江の爆弾を奪おうとしていた。
爆弾を入手するために藪木を殺害するも爆弾入手には至らず、今度は警視庁に保管してある爆弾を入手しようと謎女を名乗り最高機密解除コードを謎解きとして香山たちにわざと解かせる。コード判明後、柏木とともに行動を開始するが、駆けつけた真藤の銃撃により阻まれ、さらに鴉からの追撃を受け、「天罰は、今日下る…」と言い残し息絶えた。
ドギー・マクレガー
演 - サミ・ポップ
通称「ドッグ」。テロ組織の一員である黒人男性。防犯カメラに偶然彼の顔が映ったことから、今回の事件にイーストウルフが関与しているという事実が判明した。
警察に爆弾解除キーの謎を解かせるため、イーストウルフが爆弾を放置した場所に自ら残る。その後真藤に追い詰められ、最後は屋上から投身自殺を図る。しかし、自殺はある作戦を実行するための偽装工作だった。
警視庁の最高機密解除コードの暗号を解かせるために香山たちを拉致し、暗号を解き用済みになった彼女たちを殺そうとするが、パニック状態に陥った轟に逆に撃ち殺される。

#### 解答ユーザー
サトル
演 - 柿澤勇人
視聴者同様ネット上から謎男の挑戦を解こうとするネットユーザー。
謎解き仲間と共にカフェで謎男の謎を解いていた際、偶然このカフェで同じく謎を解いていた香山に力を貸して欲しいと依頼され、仲間たちと共に香山のサポートを行うことになる。

#### その他
複数話・単話登場の場合は演者名の横の括弧（）内に表記。
第1話
入江 隆（いりえ りゅう）〈33〉　
演 - 鈴之助（第2話）
クロイワフード社員。謎男から爆弾をもらう自殺志願者。
ペドロ・シルバ
演 - 植野行雄（デニス）（第2話）
外交官。アメリカでテロ事件を起こしたルイス・カブレラと間違われ、誤認逮捕されてしまう外国人。

第3話
解答者の男性
謎男を装ったイーストウルフの謎を解いた民間人。
彼女と謎を解いている最中に真藤にタブレットを強引に拝借された際、彼にからんだ。その後、彼女を置いてイーストウルフの謎を解いてしまい、タブレットを頼りに謎の答えの場所に向かうが、イーストウルフに謎男と間違えられて拉致されてしまい、拷問を受けた後に謎男へのメッセージとして謎の「道具」にされてしまう。これがきっかけで香山達、警視庁とネットユーザー達にイーストウルフの脅威と存在を思い知らせることになる。
第5話
妊婦の研究員
イーストウルフの標的の一つである「大日本ケミカル」の女性研究員。
赤ん坊を身ごもっており、おそらく出産間近だったと思われる。謎男の怒りに触れてしまったイーストウルフが急遽強奪した爆弾を彼女が勤める「大日本ケミカル」ビルに仕掛けることに。何も知らない彼女は爆弾に近づこうとするが、真藤に激怒されて陣痛を起こしてしまうが、真藤と香山の活躍で赤ん坊と共に救われる。

第6話
恩田 俊之
演 - 祖父江進（第8話）
外資系製薬会社「オーセンティックファーマシー」常務。

第7話
泊
演 - 嶋田久作（第8話）
防衛省統合幕僚副長。

男性ユーザー
サトルのネット仲間であり彼同様にネット上で、謎男の謎に挑んでいる。黒いカジュアルな服が特徴。
謎男のミサイル停止の謎を他のメンバーと共に都内のカフェで解こうとしており、その際にサトルだけ出し抜いていたが、サトルと合流後に彼と意気投合する。

青年ユーザー
サトルのネット仲間の一人。太った体型で眼鏡をかけたピンクのシャツが特徴。
基本的に明るい性格だが、謎解きに関しては傲岸不遜な一面があり、「オレのステージ」が口調。だが、他のメンバーに体型を弄られ、さらにサトルからは「ピンクのデブ」と言われている。

女子ユーザー
サトルのネット仲間の女子高生。眼鏡と制服が特徴の美少女。
物静かかつクールな性格で見た目は冷たい印象だが、アニメなどの話に詳しい。また、防衛省のコンピューターをハッキングするなど高い技術を持つ。

第8話
ルーク・バンボーベン
演 - オットー・ベルント
オランダが本社の外資系製薬会社「オーセンティックファーマシー」に置けるイーストウルフの標的で、会長兼CEO。

総務課長
「オーセンティックファーマシー」日本支社の総務課長を勤めるサラリーマン。
自社がイーストウルフの標的だということを「ただの悪戯」と上司である役員達に言われたため、会社に急行した真藤達に対して名刺を渡すなどの危機感を全く持っていない状態であるために真藤に激怒されていた。

第10話（最終話）
ハムさん
暗号解読班に配属された初日に轟に人質にされた人物。
名字は「生」。

### スタッフ（連続ドラマ）
詳細なスタッフ一覧は単発放送のスタッフ項を参照。
- シリーズ構成 - マギー
- 脚本 - マギー、徳永友一、ワタナベリョウスケ
- 総合演出 - 乾雅人
- 監督 - 英勉
- 構成 - 堀田延、矢野了平
- ナレーション - 桐谷蝶々
- 助監督 - 黒田健介、小田彩、土田準平
- 謎制作 - 加藤隆生、堺谷光、西澤匠
- 警察監修 - 伊藤鋼一
- スタントコーディネート - 釼持誠
- ガンアクション - 竹田壮志
- BMX協力 - 比嘉勝太
- 編成 - 渡辺真二郎、渡辺信也
- プロデューサー - 中島啓介、渡辺良介（大映テレビ）
- 制作プロデューサー - 海本 泰
- AP - 八木亜未、古川愛、野村知正
- AD - 田部井啓
- FD - 佐藤祥（最終話のみ）
- 協力 - SCRAP
- 制作協力 - ラフアット、FOLCOM
- 製作著作 - TBS

### 放送日程
| 各話   | 放送日  | サブタイトル                                                 | 脚本                      |
| ------ | ------- | ------------------------------------------------------------ | ------------------------- |
| 第1話  | 4月24日 | 初回SP! 超凶悪テロリストから世界を救え リアルタイム参加番組  | マギー                    |
| 第2話  | 5月01日 | 残り30分…自殺志願男運命のカウントダウン 視聴者参加型生ドラマ | マギー                    |
| 第3話  | 5月08日 | 緊急事態宣言…毒ガステロ事件を阻止セヨ! 体感サスペンスドラマ  | 徳永友一                  |
| 第4話  | 5月15日 | 爆弾争奪レース                                               | 徳永友一                  |
| 第5話  | 5月22日 | 仲間の死と正義                                               | 徳永友一                  |
| 第6話  | 5月29日 | 黒幕の秘めた目的                                             | マギー                    |
| 第7話  | 6月05日 | 裏切り者の正体                                               | 徳永友一                  |
| 第8話  | 6月12日 | もう一人の裏切者                                             | ワタナベリョウスケ        |
| 第9話  | 6月19日 | 裏切り者の標的                                               | 徳永友一                  |
| 最終話 | 6月26日 | 「運命のデスマッチ」結末を握るのはアナタ                     | マギー ワタナベリョウスケ |

- 初回・第8話・第9話は10分遅れ（同年4月25日0:03 - 0:48、6月13日0:03 - 0:48、6月20日0:03 - 0:48）。
- 第3話は30分遅れ（同年5月9日0:23 - 1:08）。
- 最終話は10分遅れ・8分短縮（同年6月27日0:03 - 0:40）。

### ネット局（連続ドラマ）
- JNN系列全28社中15社が放送。

| 放送対象地域   | 放送局               | 系列    | 放送日時                  | 遅れ日数   |
| -------------- | -------------------- | ------- | ------------------------- | ---------- |
| 関東広域圏     | TBSテレビ (TBS)      | TBS系列 | 毎週木曜日 23:53 - 翌0:38 | 制作局     |
| 北海道         | 北海道放送 (HBC)     | TBS系列 | 毎週木曜日 23:53 - 翌0:38 | 同時ネット |
| 岩手県         | IBC岩手放送 (IBC)    | TBS系列 | 毎週木曜日 23:53 - 翌0:38 | 同時ネット |
| 宮城県         | 東北放送 (TBC)       | TBS系列 | 毎週木曜日 23:53 - 翌0:38 | 同時ネット |
| 山形県         | テレビユー山形 (TUY) | TBS系列 | 毎週木曜日 23:53 - 翌0:38 | 同時ネット |
| 福島県         | テレビユー福島 (TUF) | TBS系列 | 毎週木曜日 23:53 - 翌0:38 | 同時ネット |
| 新潟県         | 新潟放送 (BSN)       | TBS系列 | 毎週木曜日 23:53 - 翌0:38 | 同時ネット |
| 長野県         | 信越放送 (SBC)       | TBS系列 | 毎週木曜日 23:53 - 翌0:38 | 同時ネット |
| 静岡県         | 静岡放送 (SBS)       | TBS系列 | 毎週木曜日 23:53 - 翌0:38 | 同時ネット |
| 中京広域圏     | CBCテレビ (CBC)      | TBS系列 | 毎週木曜日 23:53 - 翌0:38 | 同時ネット |
| 鳥取県・島根県 | 山陰放送 (BSS)       | TBS系列 | 毎週木曜日 23:53 - 翌0:38 | 同時ネット |
| 広島県         | 中国放送 (RCC)       | TBS系列 | 毎週木曜日 23:53 - 翌0:38 | 同時ネット |
| 福岡県         | RKB毎日放送 (RKB)    | TBS系列 | 毎週木曜日 23:53 - 翌0:38 | 同時ネット |
| 長崎県         | 長崎放送 (NBC)       | TBS系列 | 毎週木曜日 23:53 - 翌0:38 | 同時ネット |
| 熊本県         | 熊本放送 (RKK)       | TBS系列 | 毎週木曜日 23:53 - 翌0:38 | 同時ネット |

## スピンオフ番組
- 第1回! 小学生リアル脱出ゲーム選手権
  - TBSで2015年9月5日16:00 - 17:00に放送
  - 主な出演者：MC オードリー、ゲスト 出川哲朗・松本来夢、決勝戦進行 皆川玲奈（TBSアナウンサー）]

## ライブショー
- リアル脱出ゲームTV〜The Live〜

2024年8月23日-25日の3日間に開催された「リアル脱出フェスティバル」（幕張メッセ）の一作品として登場。
出演
- サイモン玉城
- 山本耀
- 二代目謎男：鈴木楽

演出
- 佐野功